# Ostravské opravny a strojírny
Ostravské opravny a strojírny, s.r.o. (VKM: OOS) je společnost se sídlem v Ostravě, která se zabývá opravami, rekonstrukcemi, modernizacemi a výrobou nákladních železničních vozů.

## Historie

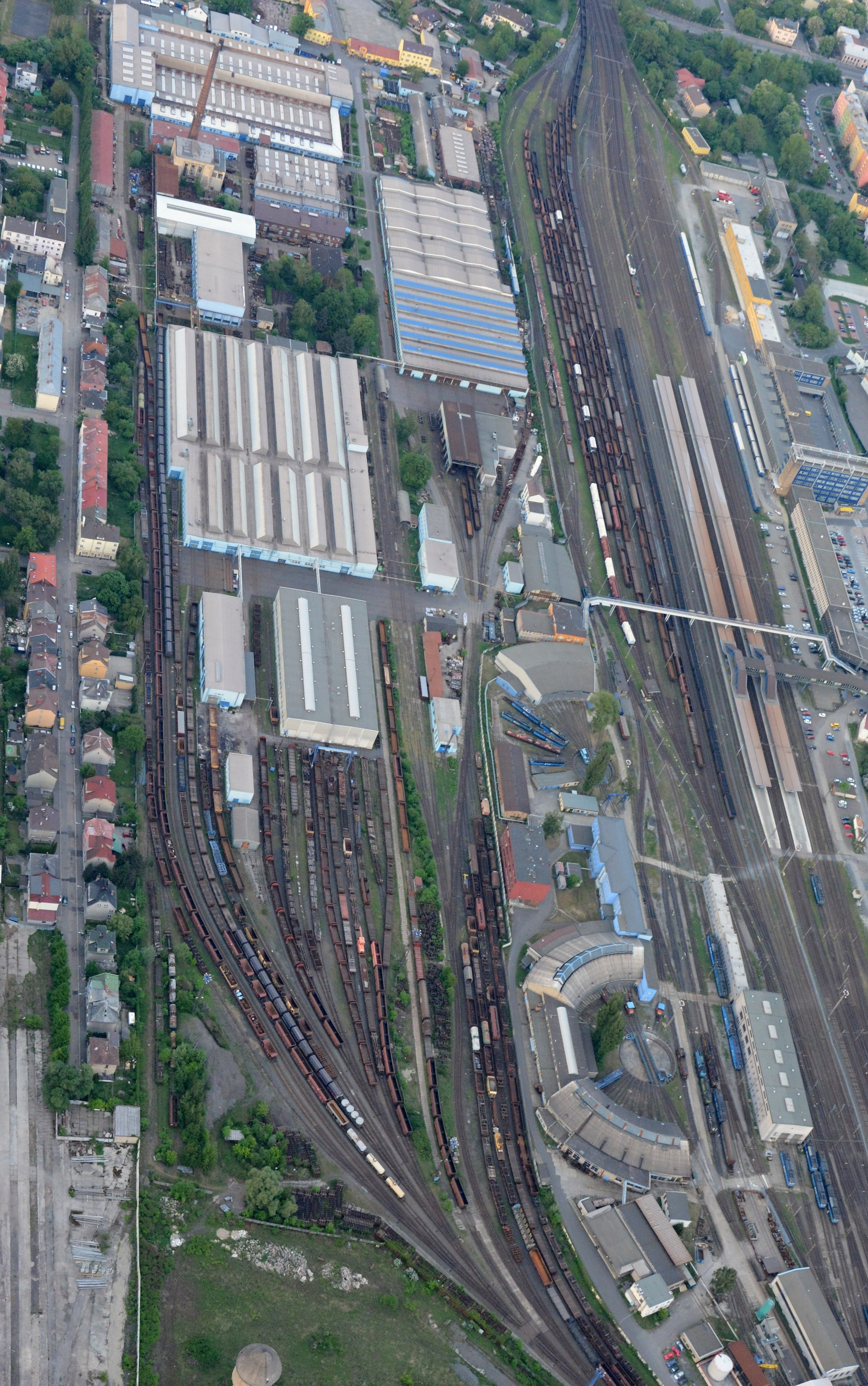
Areál OOS (vlevo), depo ČD Cargo a osobní část stanice Ostrava hlavní nádraží

Společnost vznikla k 8. června 1992 privatizací železničních dílen, které vznikly v roce 1847 současně se stavbou železniční stanice Ostrava hlavní nádraží v sousedství dílen. Vlastníkem společnosti bylo několik fyzických osob, v roce 1998 se pak majiteli společnosti s rovným podílem stali Peter Šuška a Rudolf Šuška. Z rukou bratrů Šuškových pak společnost přešla do majetku firmy Rail Invest a.s. (se sídlem na shodné adrese jako OOS) s akciemi na majitele v listinné podobě, jejímiž vlastníky jsou pravděpodobně bratři Šuškové.
V roce 2010 odkoupila společnost od Českých drah za částku přesahující 600 mil. Kč. 51 % akcií firmy Traťová strojní společnost (TSS) a v roce 2011 se OOS staly jediným vlastníkem této společnosti, jejíž část byla k 1. lednu 2012 vyčleněna do nově vzniklé společnosti TSS Cargo.
V březnu 2016 uzavřeli bratři Šuškové dohodu s čínskými firmami CEFC a Beijing Municipal Road and Bridge Group o prodeji 100 procent akcií společnosti TSS Group, což mělo pravděpodobně zahrnovat prodej OOS, TSS a TSS Cargo. V dubnu 2017 CEFC informovalo, že koupě společnosti je krátce před uzavřením, k transakci však nedošlo.
V letech 2018–2019 se OOS dostaly do konfliktu s jedním ze svých největších zákazníků, kterým bylo ČD Cargo. Dopravce si stěžoval na nekvalitu práce OOS a značné zpoždění dodávek. To vedlo k omezení zakázek ze strany ČD Cargo, načež se OOS dostala do ztráty (89 milionů korun v roce 2018). Zřejmě nedobrá finanční situace společnosti vedla k finančním machinacím, které byly v roce 2020 prošetřovány Národní centrálou proti organizovanému zločinu. V roce 2021 pak Finanční ředitelství pro Moravskoslezský kraj zřídilo zástavní právo na obchodní podíl a majetek OOS z důvodu neplacení daní ve výši 145,6 mil. Kč.
Po dřívějším neúspěšném pokusu o prodej firmy čínské firmě CEFC se majitelé pokoušeli strojírny opět prodat. Kupcem měla být společnost CE Industries ze skupiny podnikatele Jaroslava Strnada a vedle samotné OOS se mělo jedna i o vagonku v Lounech (někdejší Legios), která je rovněž vlastněna bratry Šuškovými. V roce 2023 však byla jednání ukončena a k prodeji nedošlo. Mezi důvody krachu těchto jednání se uvádí především vzájemná nedůvěra mezi oběma stranami, podivné finanční operace na straně stávajících vlastníků a rovněž převod zaměstnanců OOS do jiné společnosti.